# Visegrád
Visegrád (pronuncia: [ˈviʃɛɡraːd]; in ceco e slovacco Vyšehrad; in tedesco Plintenburg) è una piccola città nella contea di Pest, in Ungheria.
È situata a circa 35 km a nord di Budapest, sulla riva destra del Danubio, dove inizia la relativa ansa, ai piedi dei monti omonimi; ed è famosa per aver dato i natali al sovrano Luigi I d'Ungheria ed aver ospitato vari vertici intergovernativi di rilievo.

## Monumenti e luoghi d'interesse
- i resti del palazzo d'estate rinascimentale di Mattia Corvino, re d'Ungheria;
- la cittadella medievale;
- l'ansa del Danubio; dalla statale nº 11 ci si inoltra all'interno del parco nazionale di Pilis, dove dall'alto del Nagy-Villám (370 m) si gode di una vista ineguagliabile sul Danubio.
- Castello di Visegrád, resti di una fortezza storica del XIII secolo situata sul colle che sormonta la città[1]

## Amministrazione

### Gemellaggi
- Lanciano, dal 2006

I "Cavalieri dell'Ordine di San Giorgio di Visegrád" (affiancati dai "Cavalieri Combattenti di Kisújszállás" e dall'"Associazione Cavalieri di Riedenburg") partecipano ogni anno alla locale rievocazione storica dell'investitura del mastrogiurato.